# Ford Racing 2
A Ford Racing 2 egy 2003-ban megjelent versenyjáték, amelyet a Razorworks fejlesztett és az Empire Interactive és a Gotham Games jelentetett meg. A játékot kiadták Windowsra, PlayStation 2-re (PS2) és Xboxra. Ez a Ford Racing (2000) folytatása, és a Ford Racing sorozat második játéka.

## Játékmenet
A Ford Racing 2 két játékmódot tartalmaz: a Ford Challenge és a Ford Collection. A Ford Challenge körülbelül 30 kihívást tartalmaz a játékos számára, beleértve a fej-fej melletti versenyzést és az időkorlátos versenyzést. A Ford Collection lehetővé teszi a játékos számára, hogy testreszabható kihívásokat hozzon létre. A Ford challange megnyerése, új tárgyakat és helyszíneket nyit a Ford Gyűjtemény számára. A játék több mint 30 Ford járművet tartalmaz a múltból és a jelenből, valamint a Ford koncepció járműveit. A versenypályák közé tartoznak a stadionok, valamint a dzsungel és sivatagi környezet is.  A játék tartalmaz egy multiplayer opciót, és az Xbox verzió támogatja a testreszabott hangzások használatát.

## Kiadás éve
Az Egyesült Államokban a PS2 verzió 2003. október 28-án jelent meg, az Xbox verzió pedig 2003. november 3-án, majd a Windows verzió 2003. december 11-én. 